# Syngramma trichophora
Syngramma trichophora är en kantbräkenväxtart som beskrevs av Holtt. Syngramma trichophora ingår i släktet Syngramma och familjen Pteridaceae. Inga underarter finns listade.